# Barycnemis tobiasi
Barycnemis tobiasi là một loài tò vò trong họ Ichneumonidae.